# لو حصل العكس (مسلسل)
لو حصل العكس، مسلسل مصري صدر سنة 1995، من إخراج محمد عبد العزيز وبطولة المنتصر بالله ، أحمد بدير

## ملخص القصة
كوميديا فنتازيا عن قصة مجدى صابر، تناولت في كل حلقة إحدى قصص الحب الشهيرة، وماذا لو تم تغيير نهايتها.

## طاقم العمل
- المنتصر بالله
- أحمد بدير
- وحيد سيف
- عايدة رياض
- هالة فاخر[1][2]